# Фирсов, Николай Николаевич (историк)
Никола́й Никола́евич Фи́рсов (30 сентября (12 октября) 1864, Казань — 7 апреля 1934, Москва) — русский историк, специалист по истории российского города, торговли и промышленности XVIII века, народных движений XVII—XVIII веков, революционного движения XIX века и др.

## Биография
Родился в Казани 18(30) сентября 1864 года.
Учился во 2-й и 3-й казанских гимназиях.
Окончил курс в Казанском университете (1888), в дальнейшем преподавал в нём и с 1891 по 1902 годы в должности приват-доцента. Профессор русской истории (1903). Защитил магистерскую диссертацию не в Казанском, а в Московском университете, после того как работа была возвращена (без рассмотрения) автору факультетским начальством Казанского университета «по цензурным соображениям».
Одновременно с преподаванием в Казанском университете, Н. Н. Фирсов преподавал одновременно и в средних учебных заведениях Казани: Мариинской женской гимназии (1893—1895); реальном училище (1894—1895); 2-й мужской гимназии (1895—1903).
Был в научных командировках в Москве и Петербурге (1890, 1892, 1895, 1899, 1908—1909) для археологических разысканий.
В 1920—1922 годах ректор Восточной Академии. В 1923—1929 годах работает в должности председателя Научного общества Татароведения. В 1929—1931 годах возглавляет Музей пролетарской революции.
Область исследовательских интересов — русская торговля XVIII века, зарождение крупных торгово-промышленных компаний, активизация внешней торговли как следствие политики правительства.
После революции 1917 года изучал историю и этнографию нерусских народов Среднего Поволжья, исследует экономическую историю России и крестьянских движений XVII—XVIII веков, русского революционного движения XIX века.
В 1931 арестовывался.
Н. Н. Фирсов умер 7 апреля 1934 года в Москве.

## Основные работы
- Вступление на престол императрицы Елизаветы Петровны [Текст] / [соч.] Н. Н. Фирсова. — Казань: Тип. Императорского ун-та, 1887 (обл. 1888). — 165, [2] с.[6]
- «Из области народных картин» (Казань, 1890);
- «Правительство московской России и Петр Великий в их отношениях к торгово-промышленному классу» (ibid., 1890);
- Содержание и характеристика Галицко-Волынской летописи по Ипатьевскому списку : (Вторая проб. лекция, чит. 28 сент. 1891 г. для получения звания прив.-доц.) / Н. Н. Фирсов. — Казань: тип. Имп. ун-та, 1891. — 14 с.
- Русское законодательство о хлебном вине в XVIII ст.: (Страница из истории права 18 ст.) / Н. Н. Фирсов. — Казань: тип. Имп. ун-та, 1892. — [2], 23 с.
- Царь Иван Васильевич Грозный: (Из вступ. лекции, чит. в Казан. ун-те 31 окт.) / Н. Н. Фирсов. — Казань: типо-лит. В. М. Ключникова, 1892. — 17 с.
- Политическое и финансовое значение колонизационной деятельности Ивана Ивановича Неплюева / Н. Н. Фирсов. — Казань: Типо-литография Императорскаго университета, 1894. — 16 с.
- Русские торгово-промышленные компании в 1-ю половину XVIII столетия: (Очерки из истории торгово-пром. политики и соответствующих обществ. отношений) / Н. Н. Фирсов. — Казань: типо-лит. Имп. ун-та, 1896. — [2], IV, II, 220, [1] с.
- «Голод перед смутным временем в Московском государстве» (ib., 1900);
- Русские балансовые ведомости XVIII ст. как историко-статистический источник / Н. Н. Фирсов. — Казань: типо-лит. Имп. ун-та, 1900. — [2], 16 с.
- «Некоторые черты из истории торгово-промышленной жизни Поволожья»; «Петр Великий, как хозяин»; «Разиновщина, как социологическое и психологическое явление народной жизни» и др.
- «Правительство и общество в их отношениях к внешней торговле России в царствование имп. Екатерины II» (докторская диссертация, Казань, 1903);
- Император Александр I и его душевная драма: историко-психологический этюд Н. Н. Фирсова, ординарного профессора Казанского университета. — Санкт-Петербург; Москва: Т-во М. О. Вольф, 1910. — [4], 53 с.
- 1812 год в социолого-психологическом освещении: (Общ. характеристика) / Проф. Н. Н. Фирсов. — Москва: тип. Г. Лисснера и Д. Собко, 1913. — 64 с.
- Чтения по истории Сибири: Вып. 1- / Проф. Н. Н. Фирсов. — Москва: Имп. Моск. археол. ин-т им. Николая II, 1915.
  - Вып. 1. — 1915. — [6], 86 с.
- Петр III и Екатерина II. Первые годы ее царствования. — Пг.; М., 1915—108 с.
- Петр I Великий, московский царь и император Всероссийский: (личная характеристика) / проф. Н. Н. Фирсов. — Москва: Тип. Т-ва Рябушинских, 1916. — 27 с.
- Условия, при которых началась Семилетняя война / Н. Н. Фирсов, орд. проф. Имп. Казан. ун-та; Моск. о-во по исслед. памятников древности им. А. И. Успенского при Имп. Моск. археол. ин-те им. имп. Николая II. — Москва: Т-во тип. А. И. Мамонтова, 1916. — 20 с.
- Расхитители и расхищение народного достояния в России / Проф. Н. Н. Фирсов. — Казань: М. А. Голубев, 1917. — 54 с.
- Чтения по истории Среднего и Нижнего Поволжья. — Казань, 1919;
- Пугачевщина. Опыт социолого-психологической характеристики. — Л., 1924;
- Победоносцев. Опыт характеристики по письмам // Былое. 1924. № 25. С. 247—270.
- Исторические характеристики и эскизы. 1890—1920. Т.1-3. — Казань, 1921-30;
- Крестьянская революция на Руси в XVII веке: Исторический очерк. — М.-Л., 1927. — 126 с.;
- Разин и разиновщина. Пугачев и пугачевщина. — Казань, 1930.